# Sky Replay
A Sky Replay (korábban Sky One Mix, Sky Mix, Sky 2, Sky Two) egy brit televíziós csatorna, melyet a Sky plc működtet. A jelenlegi csatorna 2002 decemberében kezdte meg a sugárzást Sky One Mix néven, majd Sky Mix, végül Sky 2 néven működött egészen 2017-ig. A csatorna eredetileg Sky 2 néven 1996 szeptember 1. és 1997. augusztus 31-ig sugárzott.

## Története
Az eredeti Sky 2 1996. szeptember 1-én indult a Sky One testvércsatornájaként, melyet a Sky Broadcasting üzemeltetett. A csatornához tartozott még a The Computer Channel, és a Sky Scottish. A Sky 2 sugárzása naponta reggel 7 és hajnali 6 között volt, amely osztott volt egy időben a Fox Kids (jelenleg Disney XD) csatornával. A Sky 2 idejében a testvércsatornája is Sky 1 néven működött, majd 1997-2008 között Sky One volt ismét.
A Sky 2 csatornán elsőként mutatták be az X-Files filmeket, illetve exkluzív televíziós programokat kínált nézőinek. Többek között a Xena: Warrior Princess, Profit, TekWar és Melrose Place filmeket.

## A csatornáról
A Sky One Mix 2002. december 9-én Sky One testvércsatornaként indult el. A csatorna hasonló stílusú logót használt, mely igazodott az akkori Sky One logójához.
A Sky One Mix 2004-ben a Sky Mix nevet használta. A csatorna megtartotta a korábbi logó stílusát.
2005 novemberében a Sky Three (jelenleg Pick Tv) elindításával párhuzamosan újra indult a Sky Mix csatorna Sky Two néven.
2008. augusztus 31-én a csatorna Sky 2 néven sugárzott, és ugyanígy megváltoztatták a Sky One, és Sky Three csatornák neveit is. Sky1, Sky3 névre.

## Programok
A Sky2 kínálata némileg megegyezik a Sky Travel, Sky Vegas adásmenetével. A Sky2-n többnyire sci-fi filmek, drámák futnak, mint a Futurama, és a Star Trek Enterprise. Azonban a Sky1 műsorából is ad némi kínálatot, mint a Road Wars, Street Wars, vagy a Hello Goodbye.
A Sky2-n nem ismétlik a műsorokat, mint a társcsatornákon, viszont a Simpson család epizódjait gyakorta látni ismétlés formájában is.
A Sky2 programstruktúrája elsősorban a férfiakat célozza meg, viszont 2010. május 10-től reggel 6 órától minden nap éjfélig a Sky1 adásait ismétli 1 órás csúszással, azonban tervezik, hogy a csatornán önálló kínálat is látható lesz.

## A csatorna arculata
2008. augusztus 31-én a Sky2 is új logót kapott, mint társcsatornái a Sky1 és a Sky3 is. A Sky2 logója zöld színű, társcsatornáié kék és rózsaszínű logót kapott.

## Sky2 HD
A Sky2 a tervek szerint 2010-ben elindítja HD adását, ugyanúgy, mint a Sky1. A Sky2 és a HD verzión látható műsorok egyformák lesznek.